# Liste der Listed Buildings in Bathgate
In dieser Liste sind sämtliche Baudenkmäler in der schottischen Stadt Bathgate in der Council Area West Lothian zusammengefasst. Die Bauwerke sind anhand der Kriterien von Historic Scotland in die Kategorien A (nationale oder internationale Bedeutung), B (regionale oder mehr als lokale Bedeutung) und C (lokale Bedeutung) eingeordnet. Derzeit gibt es in Bathgate ein Denkmal der Kategorie A, drei der Kategorie B und fünf der Kategorie C.

## Denkmäler
| Name                                | Typ          | Lage                            | Kategorie | Eintrag | Bild                                |
| ----------------------------------- | ------------ | ------------------------------- | --------- | ------- | ----------------------------------- |
| Bath Academy                        | Schulgebäude | 55° 54′ 2″ N, 3° 38′ 2,1″ W     | A         | 22125   | Ehemalige Bathgate Academy          |
| 22 Livery Street                    | Cottage      | 55° 54′ 10,5″ N, 3° 38′ 32,3″ W | C         | 22126   | 22 Livery Street                    |
| Bennie Museum                       | Cottage      | 55° 54′ 10″ N, 3° 38′ 34,7″ W   | C         | 22127   | Bennie Museum                       |
| St David’s Church                   | Kirche       | 55° 54′ 6,6″ N, 3° 38′ 31,6″ W  | B         | 22128   | St David’s Church                   |
| Bathgate High Church                | Kirche       | 55° 54′ 15,1″ N, 3° 38′ 24,8″ W | B         | 22129   | Bathgate High Church                |
| Regal Community Theatre             | Kino         | 55° 54′ 7,9″ N, 3° 38′ 41,6″ W  | B         | 45918   |                                     |
| Church of the Immaculate Conception | Kirche       | 55° 54′ 11,6″ N, 3° 38′ 31″ W   | C         | 50544   | Church of the Immaculate Conception |
| United Reformed Church              | Kirche       | 55° 54′ 10,5″ N, 3° 38′ 13,8″ W | C         | 50608   | United Reformed Church              |
| Pavilion Cinema                     | Kino         | 55° 54′ 1″ N, 3° 38′ 29,5″ W    | C         | 51105   | Pavilion Cinema (im Hintergrund)    |

- Karte mit allen Koordinaten:
- OSM |
- WikiMap